# جان هاسلم (هنرمند)
جان هاسلم (انگلیسی: John Haslem; ۱ ژانویهٔ ۱۸۰۸ – ۱ ژانویهٔ ۱۸۸۴) یک نقاش ظروف چینی و میناکاری و نویسنده اهل انگلستان بود است. او بسیاری از نقاشی پرتره مینیاتور از ملکه ویکتوریا، خانواده سلطنتی و اشراف کشیده‌است.

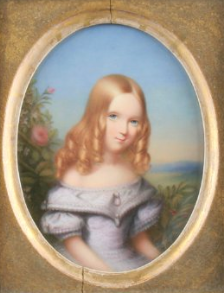
سیسیلیا لنکس (پرتره مینیاتوری بر روی ظروف)